# 都島区

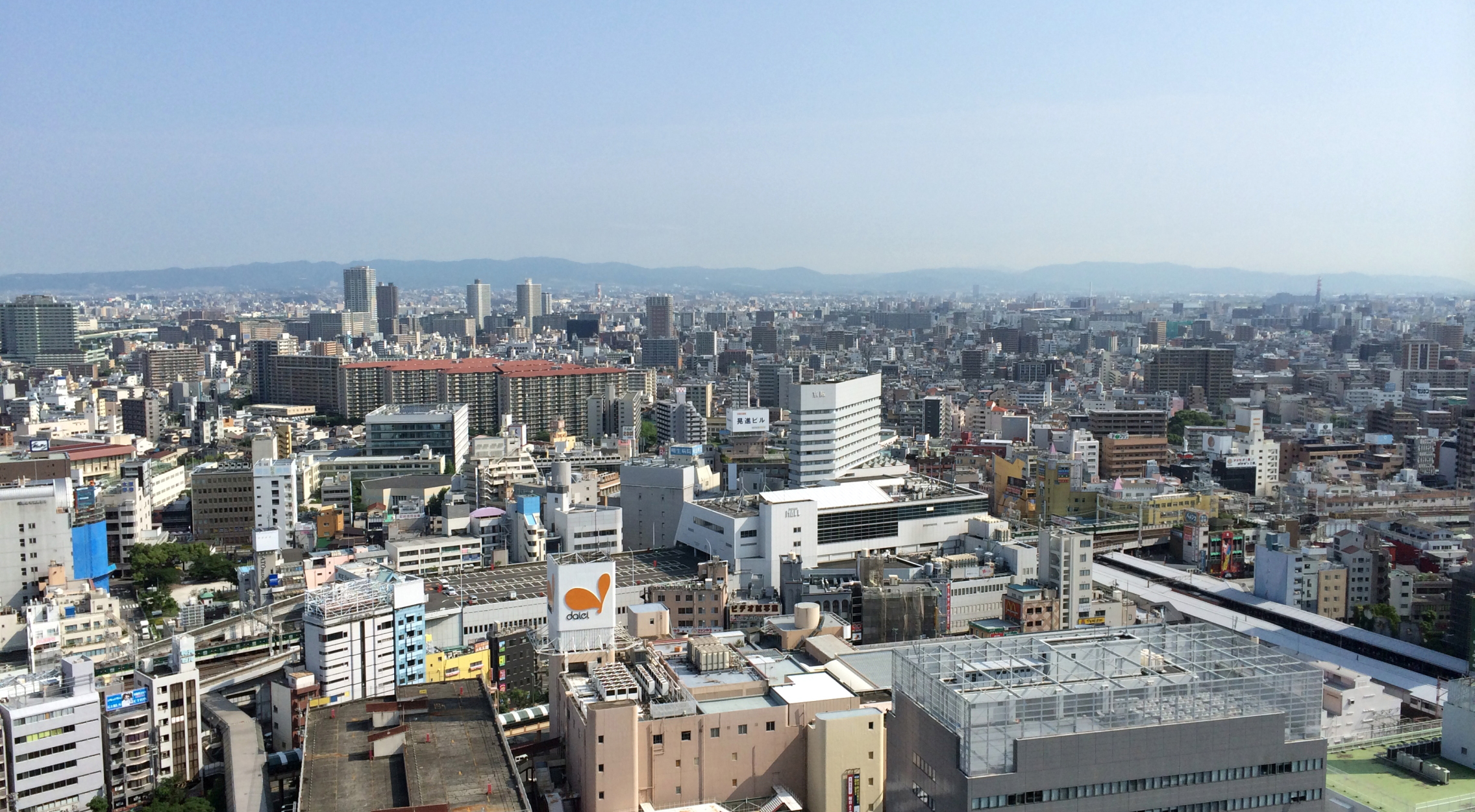
京橋駅付近。左側の半分ぐらいは都島区（2014年）

都島区（みやこじまく）は、大阪市を構成する24行政区のうちの一つ。南部は京橋を中心とした繁華街、北中部は住宅地である。特に北部は1980年代のベルパークシティに端を発した、工場の跡地を利用した超高層マンションの建設ラッシュとなっている。

## 歴史
1943年、北区と旭区から分離・再編して発足した。区名の由来は長柄豊崎宮の東岸（向かい側）に位置していたことから付いた『宮向島（みやこうじま）』という名が転訛したという説と、単純に都があったことから付いたという説の2つが今のところ有力。豊臣秀吉の時代には南部の京橋周辺が京街道（現：国道1号）の宿場町として栄え始め、江戸時代に入ると大坂三郷の備前島町、網島町、相生西町、相生東町、野田町を形成した。また、現在の都島通以北の地域が都市近郊の農村地帯として開墾され始めた。
明治時代以降は大阪の急速な発展によって次第に農村地域から住宅地・工業地・商業地の混在化した市街地に変貌を遂げ、大阪市北部有数の産業地区となった。戦後も人口増加が続き、繊維業や軽工業を中心に大いに発展したが、1970年代以降は地価の高騰やドーナツ化現象などに伴って工場は郊外に移転、昔ながらの市街地では労働力層の人口流出が起こった。
これにより都島区には長く停滞感が漂っていたが、リバーサイドともぶちや1982年にカネボウの工場跡地に大型高層住宅群ベルパークの建設が始まったことを契機に、都心に近接した交通の便の良い理想的な住宅地としての価値が見直され、マンション建設・市街地再開発が加速。区の人口は2004年に10万人の大台を回復し、現在も都島区は着実に発展を続けている。
| 市制施行前                              | 1889年4月 市制施行 | 1889年4月 市制施行 | 1897年4月 | 1897年4月       | 1925年4月 | 1925年4月                      | 1932年10月    | 1943年4月       |
| --------------------------------------- | ------------------ | ------------------ | --------- | --------------- | --------- | ------------------------------ | ------------- | --------------- |
| - 野田村                                | 東成郡             | - 野田村           | 大阪市    | - 北区 へ編入   | 大阪市    | （北区）                       | （北区）      | - 都島区 へ分区 |
| - 澤上江村 - 善源寺村 - 中野村          | 東成郡             | - 都島村           | 大阪市    | - 北区 へ編入   | 大阪市    | （北区）                       | （北区）      | - 都島区 へ分区 |
| - 毛馬村 - 友渕村                       | 東成郡             | - 都島村           | 東成郡    | - 城北村 へ編入 | 大阪市    | （市域を拡張） - 東成区 を設置 | - 旭区 へ分区 | - 都島区 へ分区 |
| - 内代村                                | 東成郡             | - 榎並村           | 東成郡    | （榎並村）      | 大阪市    | （市域を拡張） - 東成区 を設置 | - 旭区 へ分区 | - 都島区 へ分区 |
| ※現在の行政区域と一致しない地域もある。 |                    |                    |           |                 |           |                                |               |                 |

## 地理

### 地形
区内全域が大阪平野に存在し平地である。上町台地の東外れにあり、弥生時代まで存在していた河内湖にあたる大阪市北東部は、海抜が2メートル以下である。南部は寝屋川、西部は大川、北西部は淀川が区境界になっている。以前は都島通以南の城東区との境界から北西方向に、寝屋川と大川を繋ぐ榎並川が流れていたが、昭和30年代に埋め立てられて道路や公園になった。現在は「桜小橋」の地名が残っている。

### 区内の地域
2013年に設立した都島区の地域活動協議会より
- 桜宮
- 中野
- 東都島
- 西都島
- 内代
- 高倉
- 友渕
- 淀川
- 大東

### 区内の町名
| - 網島町 - 内代町1丁目〜4丁目 - 片町1丁目〜2丁目 - 毛馬町1丁目〜5丁目 - 善源寺町1丁目〜2丁目 - 大東町1丁目〜3丁目 - 高倉町1丁目〜3丁目 - 友渕町1丁目〜3丁目 | - 中野町1丁目〜5丁目 - 東野田町1丁目〜5丁目 - 都島北通1丁目〜2丁目 - 都島中通1丁目〜3丁目 - 都島本通1丁目〜5丁目 - 都島南通1丁目〜2丁目 - 御幸町1丁目〜2丁目 |

※大阪市内の丁目は、概ね大坂城を中心に1丁目から割り振られている。当区は大阪城より北東にあるので、南西が1丁目で北東へ行くほど2丁目・3丁目となっていく。

### 消滅した町名
「町」の読み方はすべて「ちょう」である。
- 相生町
- 赤川町
- 生江町
- 沢上江町
- 新喜多町
- 野田町

## 人口
| 都島区（に相当する地域）の人口の推移 |           |  |
| \| 1970年（昭和45年） \| 97,118人 \| \| \| 1975年（昭和50年） \| 86,608人 \| \| \| 1980年（昭和55年） \| 83,584人 \| \| \| 1985年（昭和60年） \| 91,925人 \| \| \| 1990年（平成2年） \| 96,208人 \| \| \| 1995年（平成7年） \| 98,045人 \| \| \| 2000年（平成12年） \| 97,253人 \| \| \| 2005年（平成17年） \| 99,831人 \| \| \| 2010年（平成22年） \| 102,632人 \| \| \| 2015年（平成27年） \| 104,727人 \| \| \| 2020年（令和2年） \| 107,904人 \| \| |           |  |
| 総務省統計局 国勢調査より |           |  |
| 1970年（昭和45年） | 97,118人  |  |
| 1975年（昭和50年） | 86,608人  |  |
| 1980年（昭和55年） | 83,584人  |  |
| 1985年（昭和60年） | 91,925人  |  |
| 1990年（平成2年） | 96,208人  |  |
| 1995年（平成7年） | 98,045人  |  |
| 2000年（平成12年） | 97,253人  |  |
| 2005年（平成17年） | 99,831人  |  |
| 2010年（平成22年） | 102,632人 |  |
| 2015年（平成27年） | 104,727人 |  |
| 2020年（令和2年） | 107,904人 |  |

## 商業

### 本社を置く企業
- 磯じまん
- 大阪都島自動車学校
- オーケー器材
- サイクルベースあさひ
- 生活協同組合おおさかパルコープ
- シード
- タイセイシュアーサービス
- 大通
- ダイツー
- 西日本電信電話（NTT西日本）
- ハタ鉱泉
- ベーグルK
- ミルボン（登記上本店・中央研究所）
- リクルートファクトリーパートナーズ
- ワダカルシウム製薬

### 主な商業施設
- おおさかパルコープ東都島店

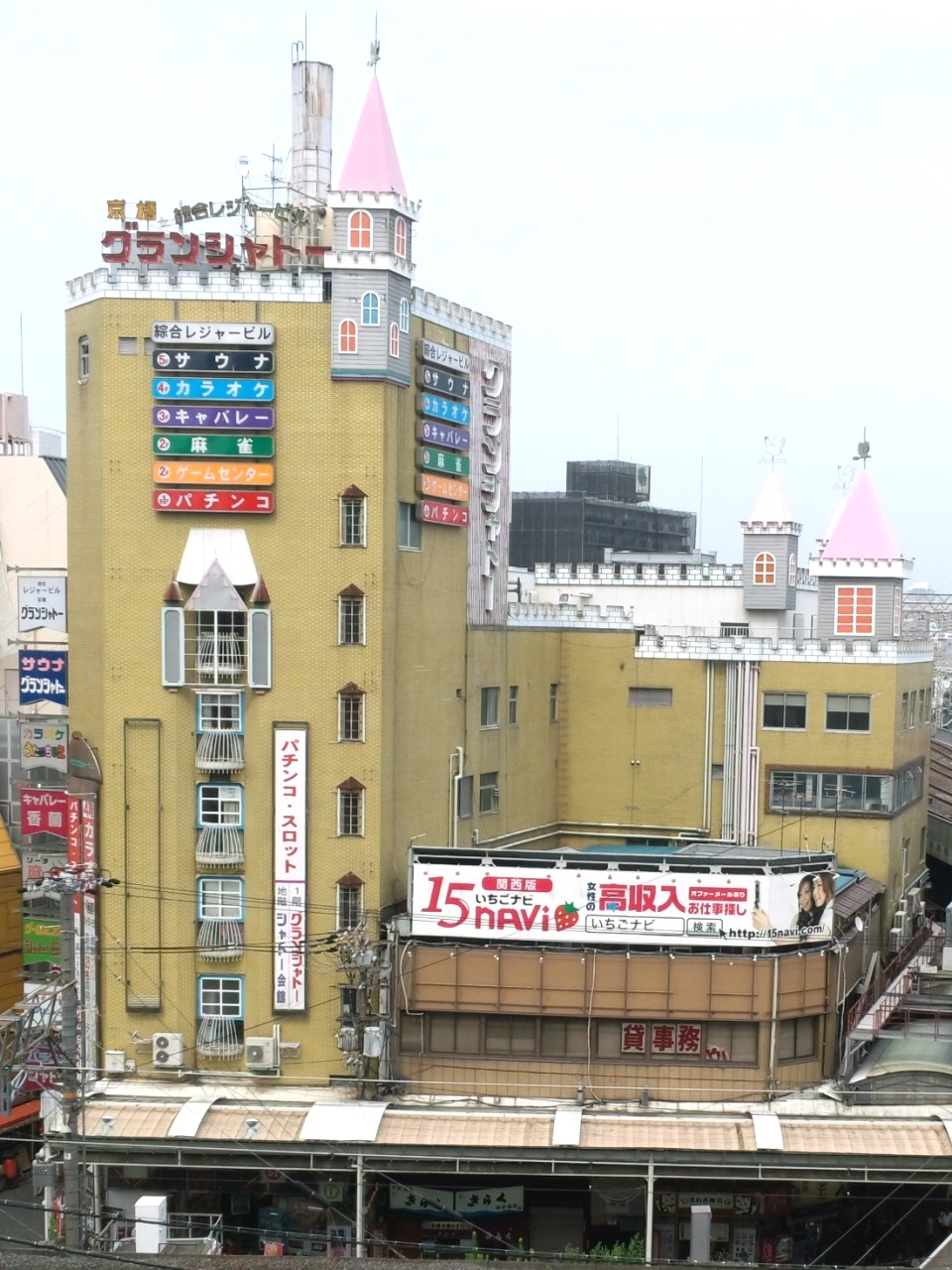
京橋グランシャトービル

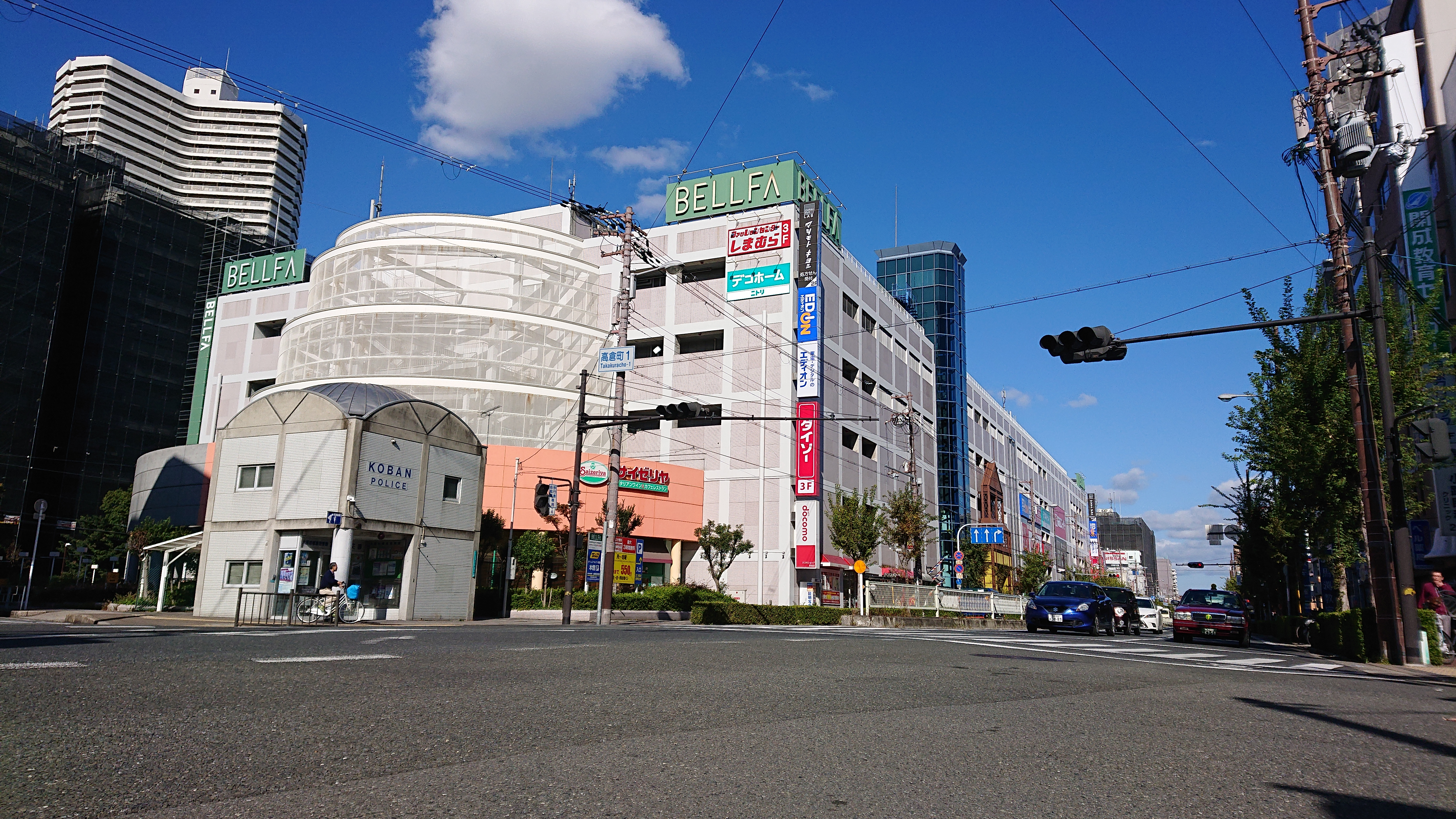
ベルファ都島ショッピングセンター

- 関西スーパー内代店・善源寺店・ベルファ都島店
- KiKi京橋
- 京橋グランシャトービル
- 京阪モール
- コナミスポーツクラブ 京橋
- コーナン都島店・片町店
- コムズガーデン
- 新京橋・京橋中央商店街
- 京橋東商店街
- セカンドストリート京橋店・都島店
- スーパーマルハチ都島店
- スーパーマルヤス都島店
- ダイエーグルメシティ都島本通店
- 大東商店街
- デイリーカナート都島店
- ドン・キホーテ桜ノ宮店・京橋店
- ベルファ都島ショッピングセンター
- ホテル京阪 京橋グランデ
- 万代都島店
- ライフ都島高倉店・毛馬店・桜ノ宮店

### 過去に置かれていた企業
- エレコム
- ハリス（クラシエフーズの前身企業）
- 立石電機（オムロンの前身企業）
- 柳澤製作所（リンナイのグループ会社）

### 過去に置かれていた工場
- 鐘淵紡績（後のカネボウ）淀川工場
- 日本製紙（旧：帝国製紙→王子製紙→十條製紙）都島工場
- 雪印乳業（現：雪印メグミルク）大阪工場

## 交通

### 鉄道
西日本旅客鉄道（JR西日本）
 大阪環状線
- （北区）- 桜ノ宮駅 - 京橋駅 -（中央区）

 JR東西線・JR片町線（学研都市線）
- （北区）- 大阪城北詰駅 - 京橋駅 - （城東区）

 おおさか東線
- （東淀川区）- 城北公園通駅（旭区）-（城東区）

駅所在地は旭区であるが駅の西側が都島区に面している。
大阪市高速電気軌道 (Osaka Metro)
 谷町線
- （北区）- 都島駅 - 野江内代駅 -（旭区）

 長堀鶴見緑地線
- （中央区）- 京橋駅 -（城東区）

京阪電気鉄道
■ 京阪本線
- （中央区）- 京橋駅 -（城東区）

#### 廃止された鉄道
国鉄
- 過去には鉄道院（後の国鉄）桜ノ宮線が走っており、桜ノ宮駅 - 網島駅（現在は廃止）- 放出駅を結んでいた。網島駅は元々は名古屋方面へのターミナル駅であった。廃止後の網島駅跡地には大阪大学工学部が置かれ、現在は大阪市立東高等学校およびNTT西日本本社・研修センターとなっている。

大阪市電
- かつては路面電車（大阪市電）が走っていた。現在の大阪市立総合医療センター病院の位置に、大阪市電の都島車庫が存在したとされている。
- 10系統（守口〜肥後橋）

現在の大阪シティバス守口車庫前（守口市）を起点とし、国道1号を進み今市交差点を経由し、城北公園通を西に進み、赤川三丁目交差点を経由、南に進み都島本通交差点を経由、都島通を西に進み、都島車庫前・天神橋筋六丁目・阪急東口・大阪駅前を経由、さらに四つ橋筋を南下して、肥後橋に至る路線。このうち、守口〜阪急東口は昭和44年3月31日の大阪市電全廃まで残った路線である。（もう一つ、千日前通を走る5系統もこの日まで残っていた。）
- 11系統（守口〜阿倍野橋）
- 12系統（川口町〜大宮町）
- 13系統（都島車庫前〜桜川二丁目）
- 14系統（守口〜阿倍野橋）
- 15系統（都島車庫前〜難波駅前〜都島車庫前）
- 16系統（桜島駅前〜今福）
- 22系統（都島車庫前〜大阪港）
- 23系統（都島車庫前〜大阪港）

### 道路
都市高速道路
- 阪神高速12号守口線：都島入口

一般国道、主要地方道
- 曽根崎通（国道1号、重複国道163号）
- 土佐堀通、城見通（大阪府道168号石切大阪線）
- 都島通（大阪市道大阪環状線）
- 城北公園通（大阪市道中津太子橋線）
- 城北筋（大阪市道上新庄生野線）
- 大阪市道赤川天王寺線

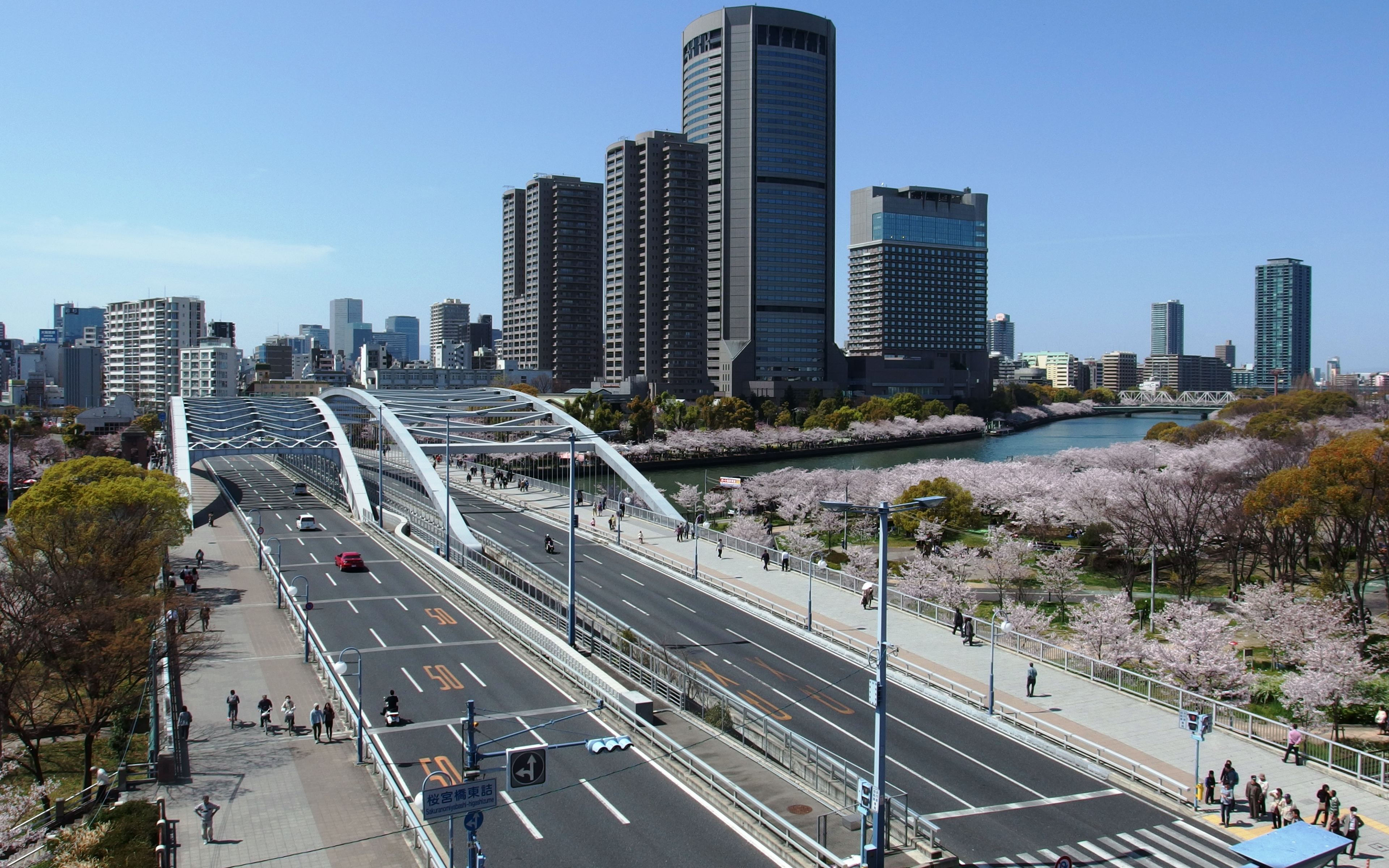
曽根崎通・桜宮橋（銀橋）
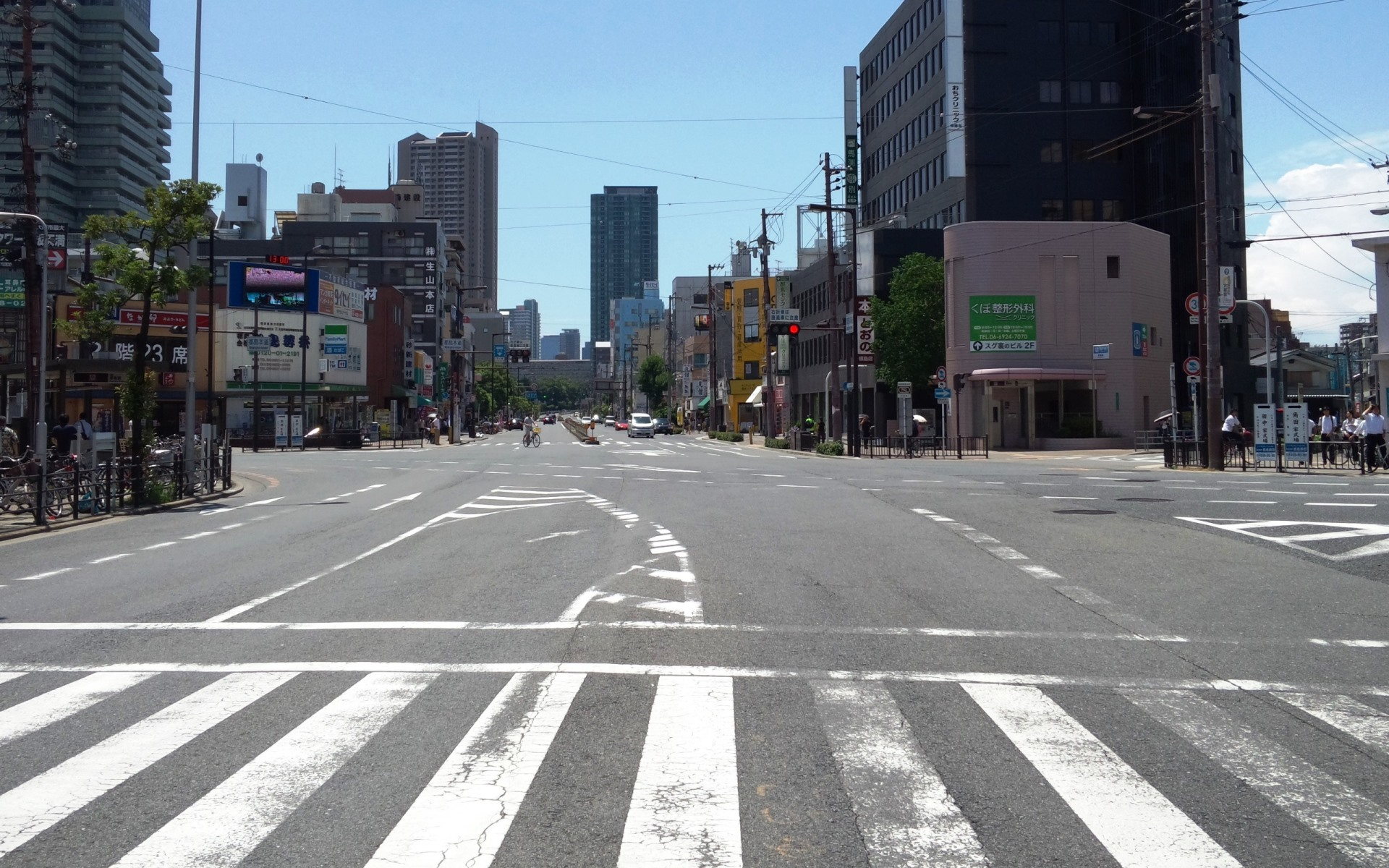
都島通・都島本通交差点 地下は都島駅
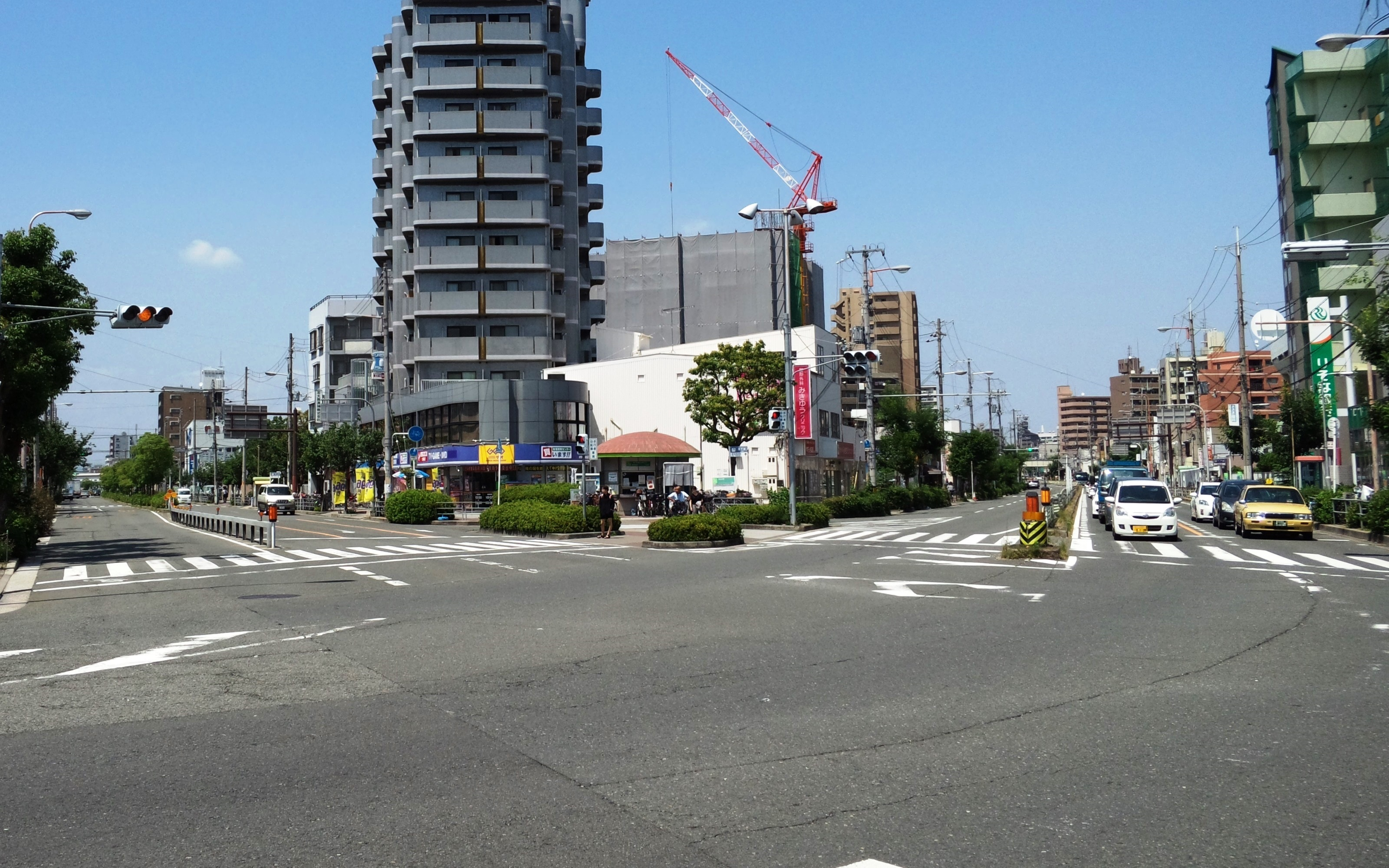
城北筋・野江四交差点

### バス
北部は鉄道駅から離れた地域であるため、バス交通が発達している。
北部を東西に横切る城北公園通には、1つの系統のバスが大阪駅-大東町間では平日は昼間でも1時間に9-10本運行している。また、区の中央部を南北に縦貫する赤川天王寺線の地下鉄都島（都島駅）-高倉町三丁目間で3つの系統のバスを合わせて平日は昼間でも1時間に9-10本運行している。南部を東西に横切る国道1号には、大阪駅と鶴見区方面を結ぶバスが1時間に7-8本運行している（以上すべて大阪シティバス）。
- 大阪シティバス
  - 10号系統：（守口車庫前 - 赤川一） - 地下鉄都島 - 東野田 - （天満橋）
  - 21号系統：（天満橋） - 片町 - （極楽橋 - 地下鉄深江橋）
  - 31号系統：（天満橋） - 京橋北口 - （今福西四 - 花博記念公園北口）
  - 34号系統：（守口車庫前 - 中宮） - 大東町 - 毛馬橋 - （地下鉄中津 - 大阪駅前）
  - 36号系統：（大阪駅前 - 南森町） - 京橋北口 - （地下鉄蒲生四 - 地下鉄門真南）
  - 45号系統：総合医療センター前 - 地下鉄都島 - 地下鉄野江内代 - （関目二 - 諸口）
  - 46号系統：（天満橋） - 片町 - （城見一 (OBP) - 焼野）
  - 57号系統：京橋駅前 - 都島区役所前 - 地下鉄都島 - 高倉町三 - 大東町 - 毛馬中央公園
  - 78号系統：（守口車庫前 - 高殿二） - 御幸町二 - 都島区役所前 - 中野町四 - （源八橋 - 大阪駅前）
  - 83号系統：（大阪駅前 - 天神橋六） - 都島本通一 - 総合医療センター前 - 地下鉄都島 - （赤川一 - 花博記念公園北口）

廃止路線
- 大阪市交通局
  - 28号系統：（天満橋） - 片町 - （極楽橋 - 徳庵橋）
  - 110A号系統：（守口車庫前 - 赤川一） - 地下鉄都島 - 総合医療センター前
  - 赤バス：京橋駅前 - 都島区役所前 - 総合医療センター前 - 地下鉄都島 - 地下鉄野江内代 - 御幸町一 - 友渕町一北 - 大東町
- 京阪バス：2013年4月から2014年3月まで
  - 都島区バス[2]：総合医療センター前 - 地下鉄都島 - 友渕小学校 - 毛馬中央公園 - 赤川三北 - 大東町
- 近鉄バス
  - 阪奈生駒線：国道1号付近 - 2017年3月31日をもって運行休止

## 教育

### 専修学校
- 北大阪福祉専門学校
- 近畿社会福祉専門学校
- ユービック情報専門学校

### 高等学校
- 大阪府立都島工業高等学校
- 大阪府立東高等学校
- 大阪府立桜宮高等学校
- 大阪市立都島第二工業高等学校（2022年度入学生以降は大阪府立都島工業高等学校定時制へ再編。2025年閉校予定）

### 中学校
- 大阪市立高倉中学校
- 大阪市立桜宮中学校
- 大阪市立都島中学校
- 大阪市立淀川中学校
- 大阪市立友渕中学校

### 小学校
| - 大阪市立桜宮小学校 - 大阪市立中野小学校 - 大阪市立高倉小学校 | - 大阪市立淀川小学校 - 大阪市立都島小学校 - 大阪市立内代小学校 | - 大阪市立東都島小学校 - 大阪市立大東小学校 - 大阪市立友渕小学校 |

### 幼稚園
- 大阪市立桜宮幼稚園
- 高倉幼稚園
- 育生幼稚園
- 都島中野幼稚園
- 淀川幼稚園

### その他
- 大阪都島自動車学校
- 大阪都島自動車教習所 （鶴見区緑、2010年3月に廃校）

## 集合住宅
前述のとおり近年は工場の跡地を利用した超高層マンションの建設ラッシュが進んでるため集合住宅が増加している。

### 大規模マンション
- ベルパークシティ
- セントプレイスシティ
- 京橋グリーンハイツ
- 桜宮リバーシティ・ウエスト
- 桜宮リバーシティNAC
- 桜宮リバーシティ・ウォータータワー
- 毛馬コーポ

### 住宅団地
- 都市再生機構リバーサイドしろきた
- 都市再生機構リバーサイドともぶち
- 都市再生機構桜宮リバーシティ中央
- 都市再生機構都島リバーシティ（都島団地を建て替えた住宅団地）
- 都市再生機構アーベイン桜ノ宮駅前
- 市営内代住宅
- 市営毛馬住宅
- 市営毛馬西住宅
- 市営毛馬東住宅
- 市営毛馬南住宅
- 市営桜宮住宅
- 市営友渕住宅
- 関西電力都島社宅
- 法務省毛馬町宿舎

かつて存在した住宅団地
- 都市基盤整備公団都島団地（建て替えられ「都島リバーシティ」となった）

## 観光スポット・名所・施設
- 大川
  - 桜宮橋（銀橋）
  - 桜之宮公園（都島橋より上流では毛馬桜之宮公園）
  - 蕪村公園
- 大阪拘置所
- 大阪市立総合医療センター
- 大阪市立都島図書館
- 京橋 - 寝屋川
- 藤田邸跡公園
- 藤田美術館
- 太閤園
- 母恩寺
- 都島神社
- 桜宮神社
- 淀川
  - 淀川橋梁（旧：赤川仮橋）
  - 淀川河川公園

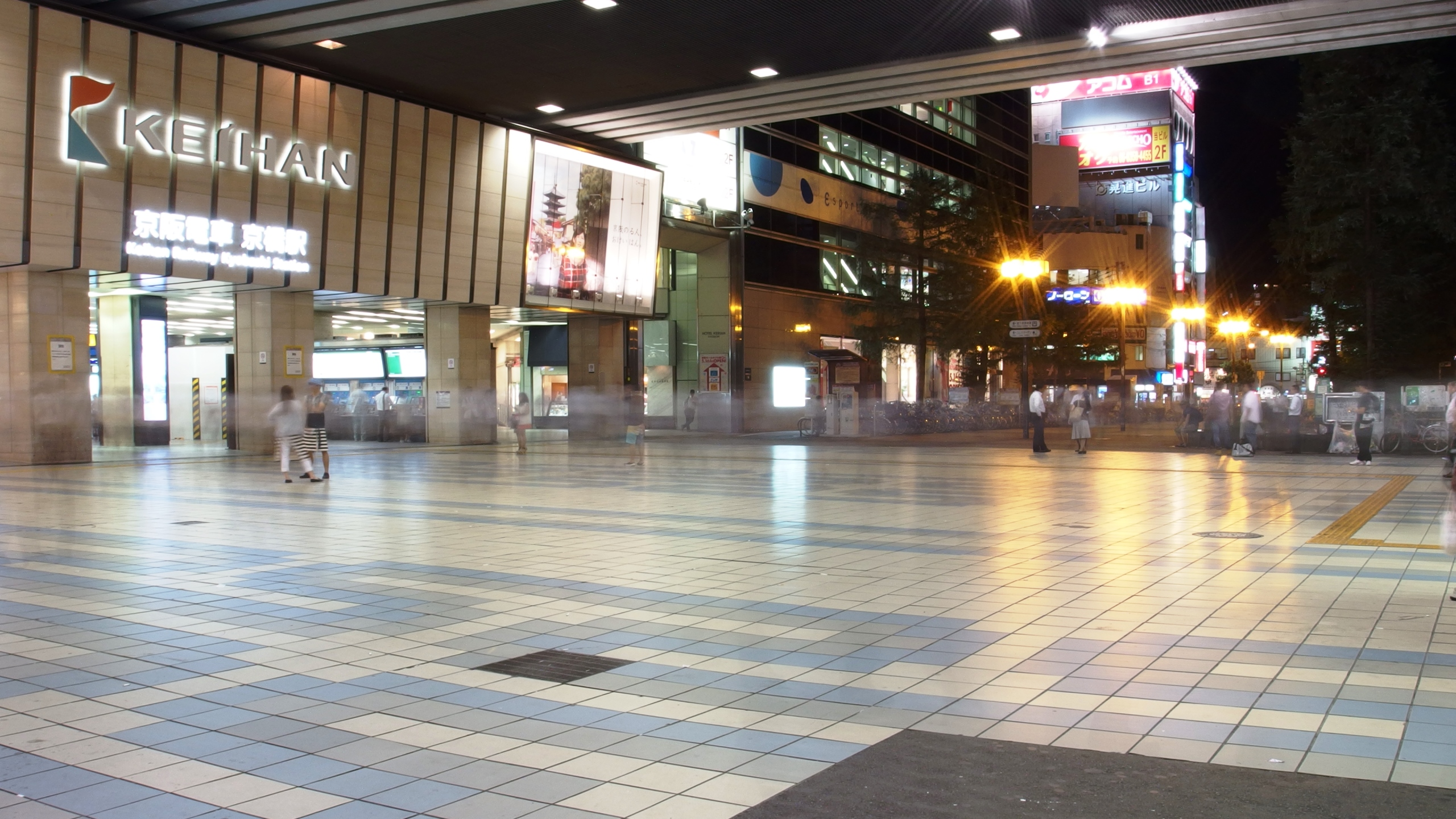
京橋駅前広場
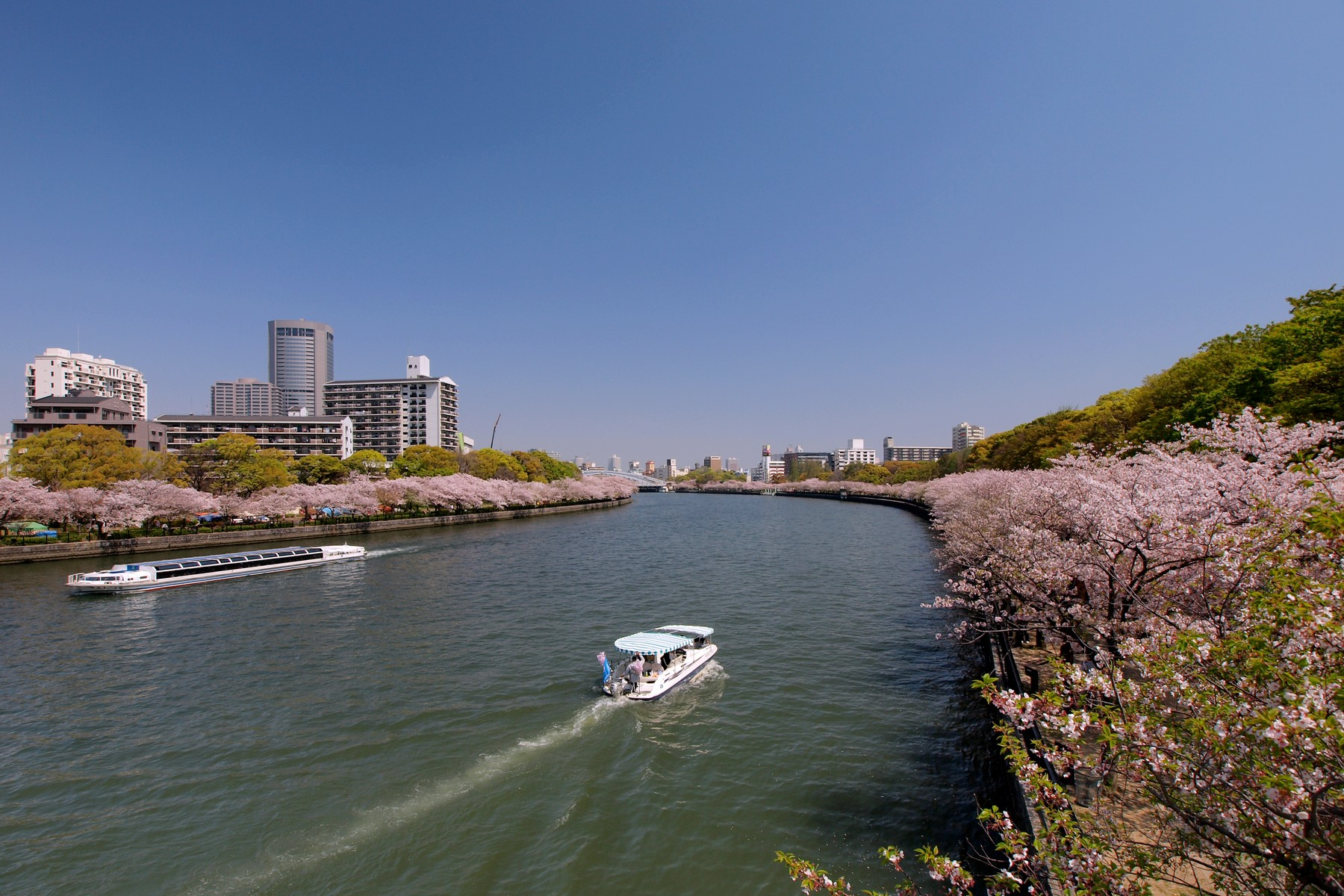
川崎橋より望む桜之宮公園
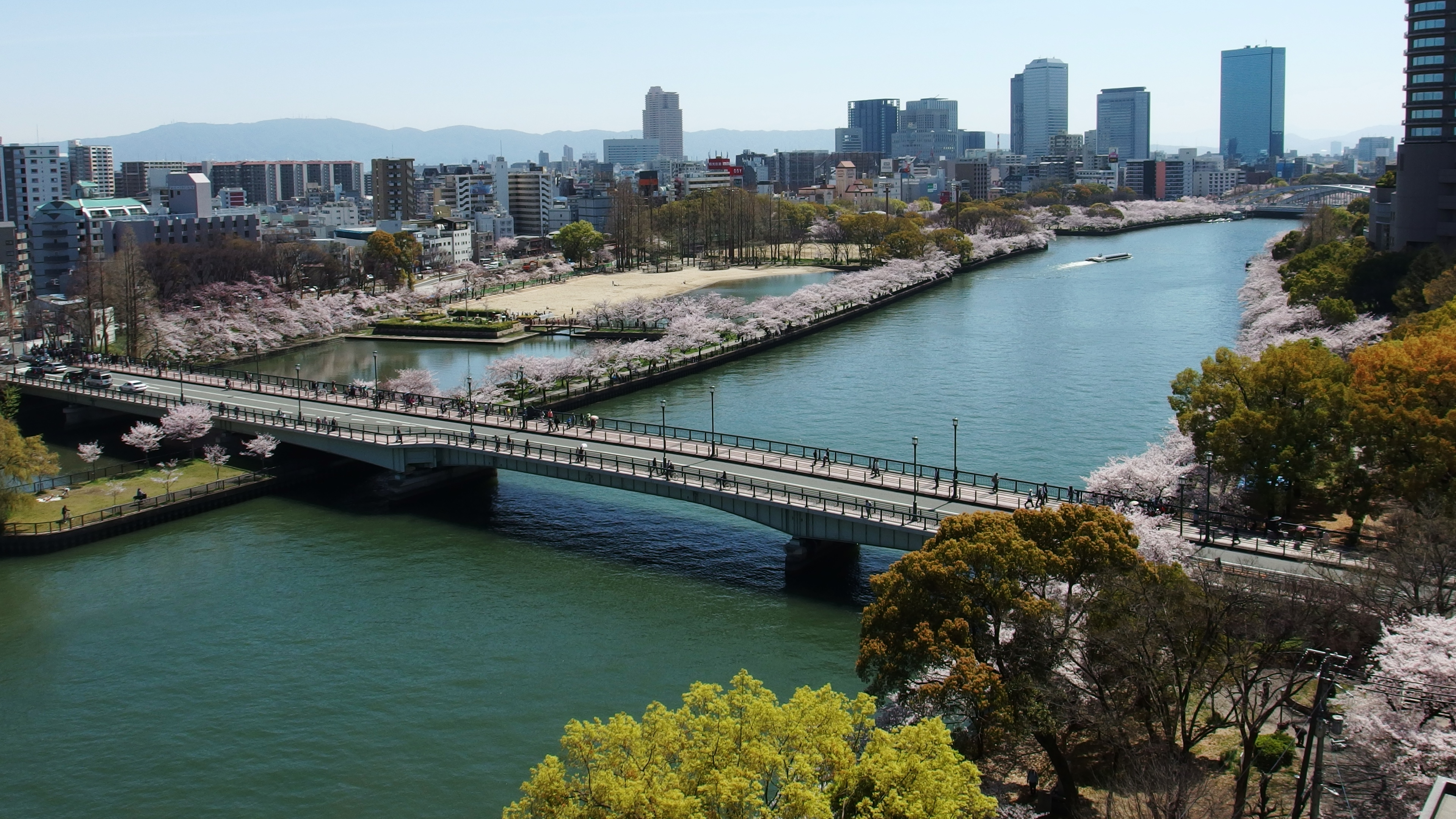
源八橋
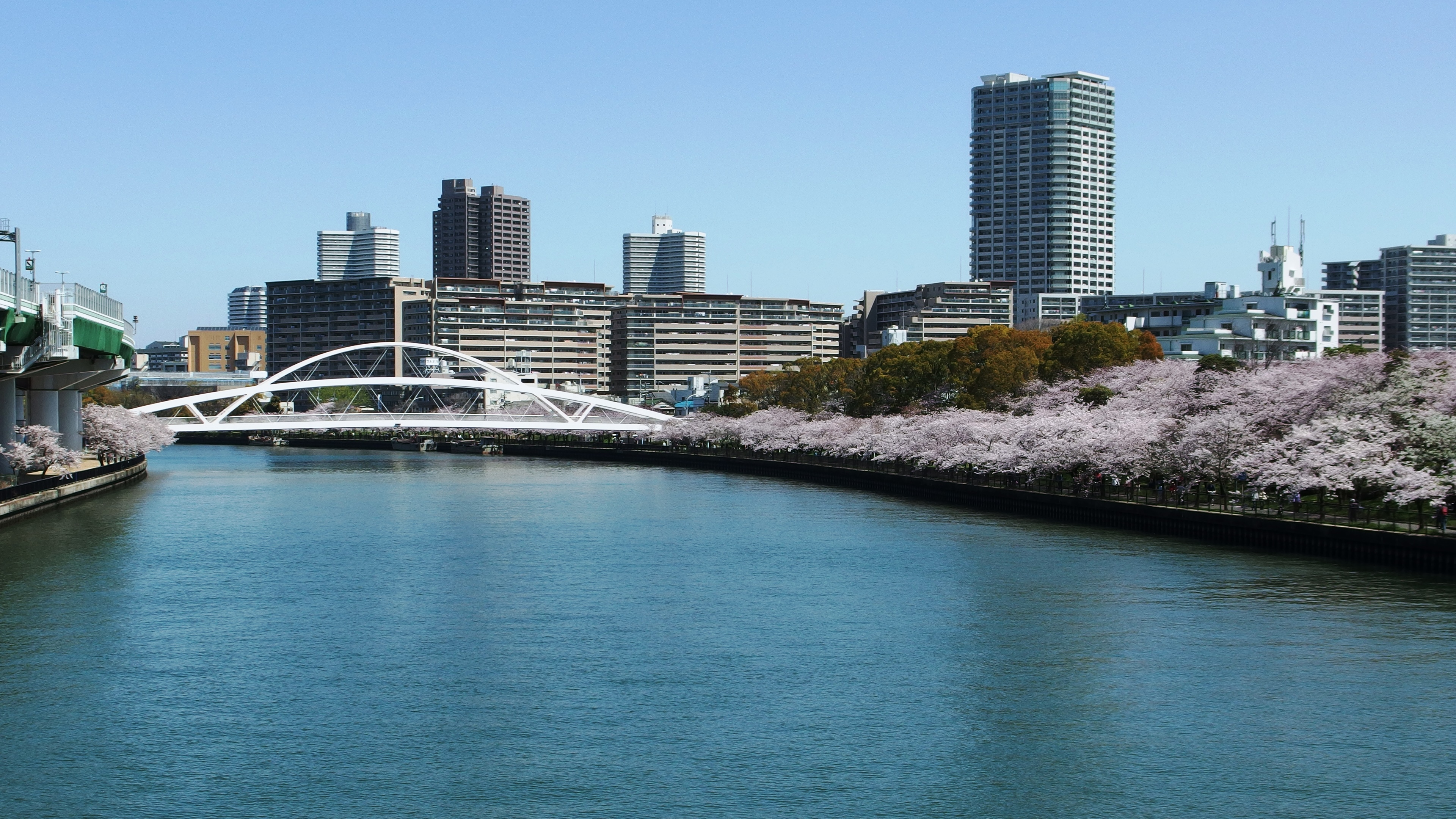
都島橋より望む超高層マンション群[注釈 2]
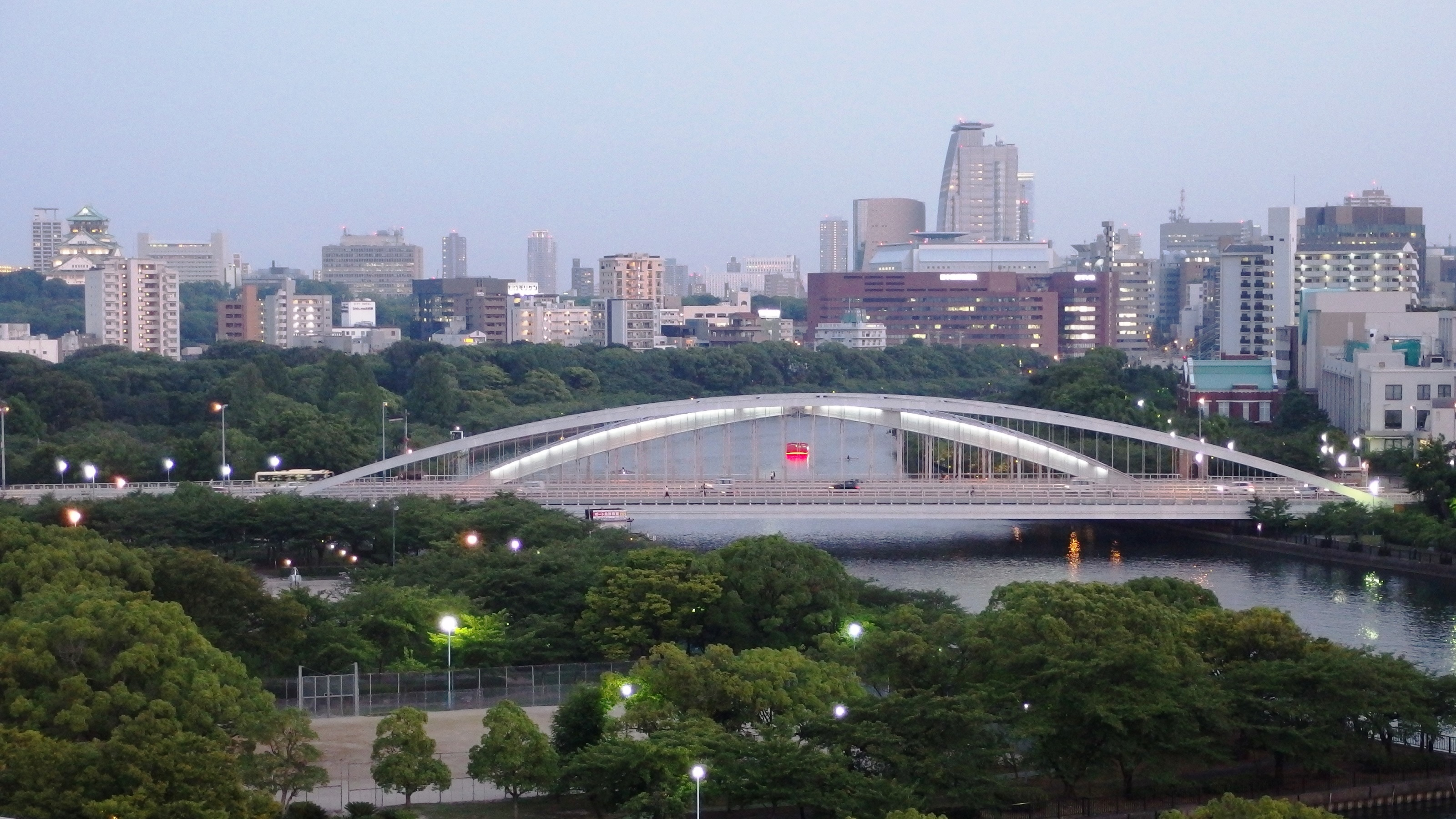
桜宮橋の夕景
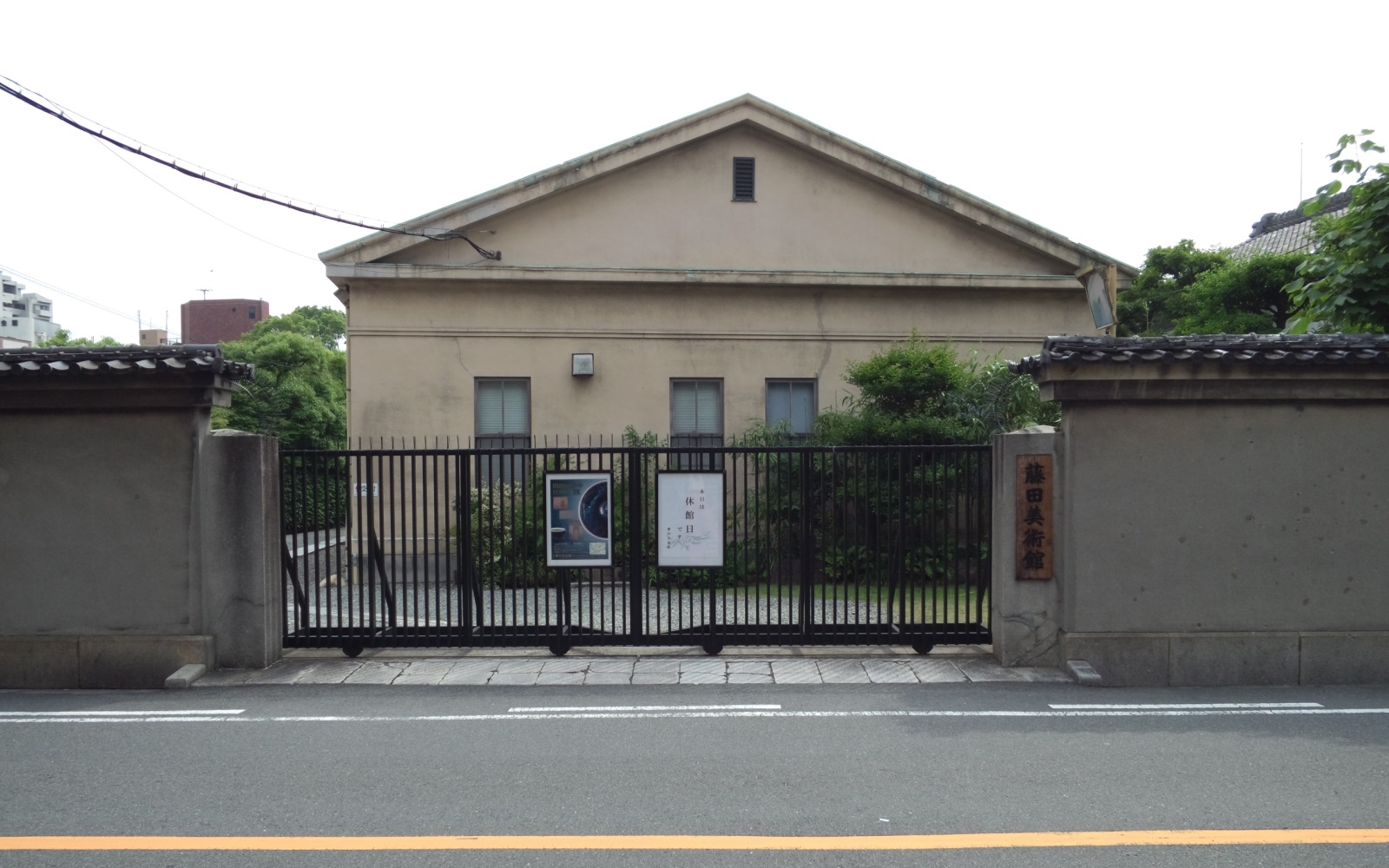
藤田美術館
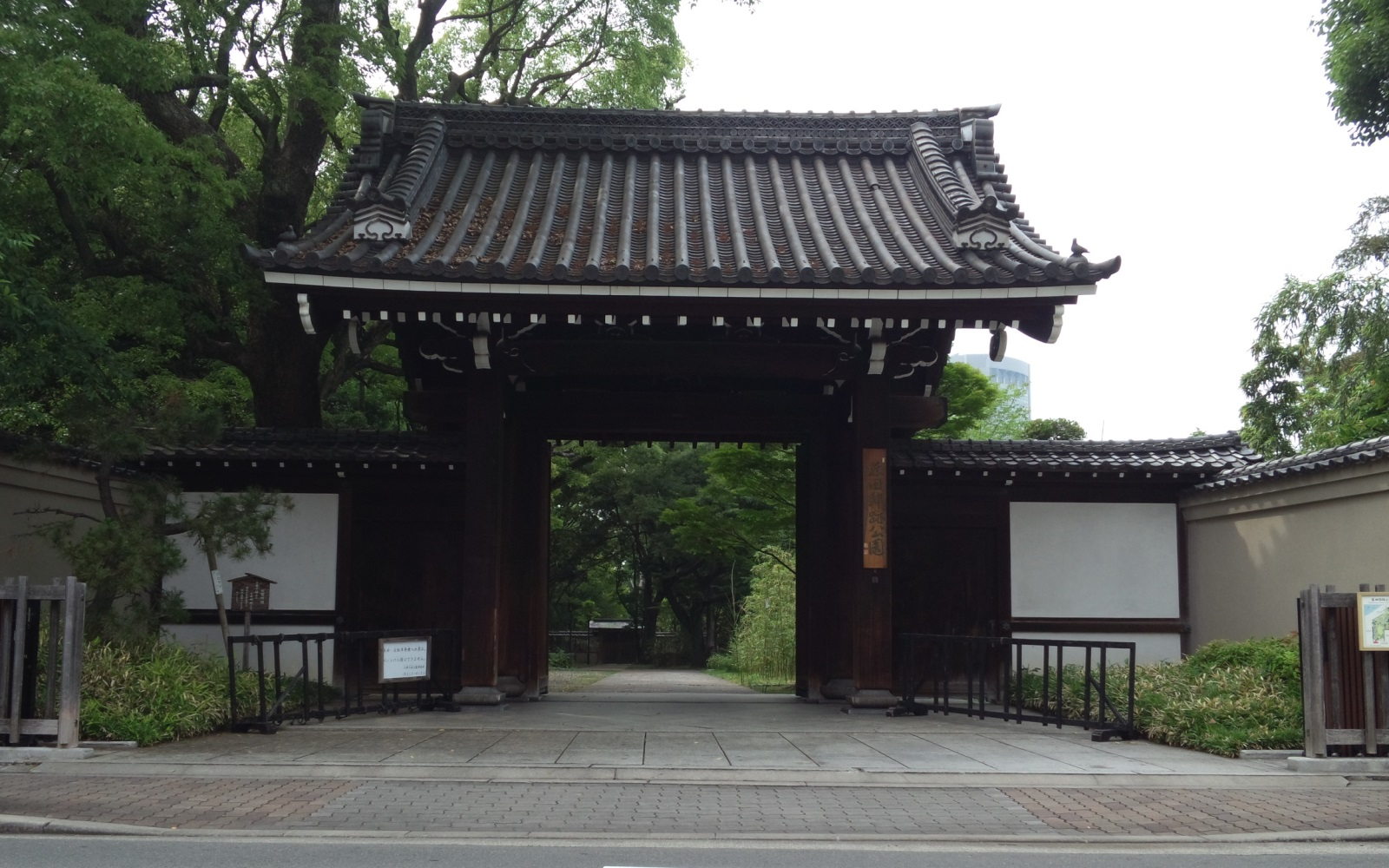
藤田邸跡公園
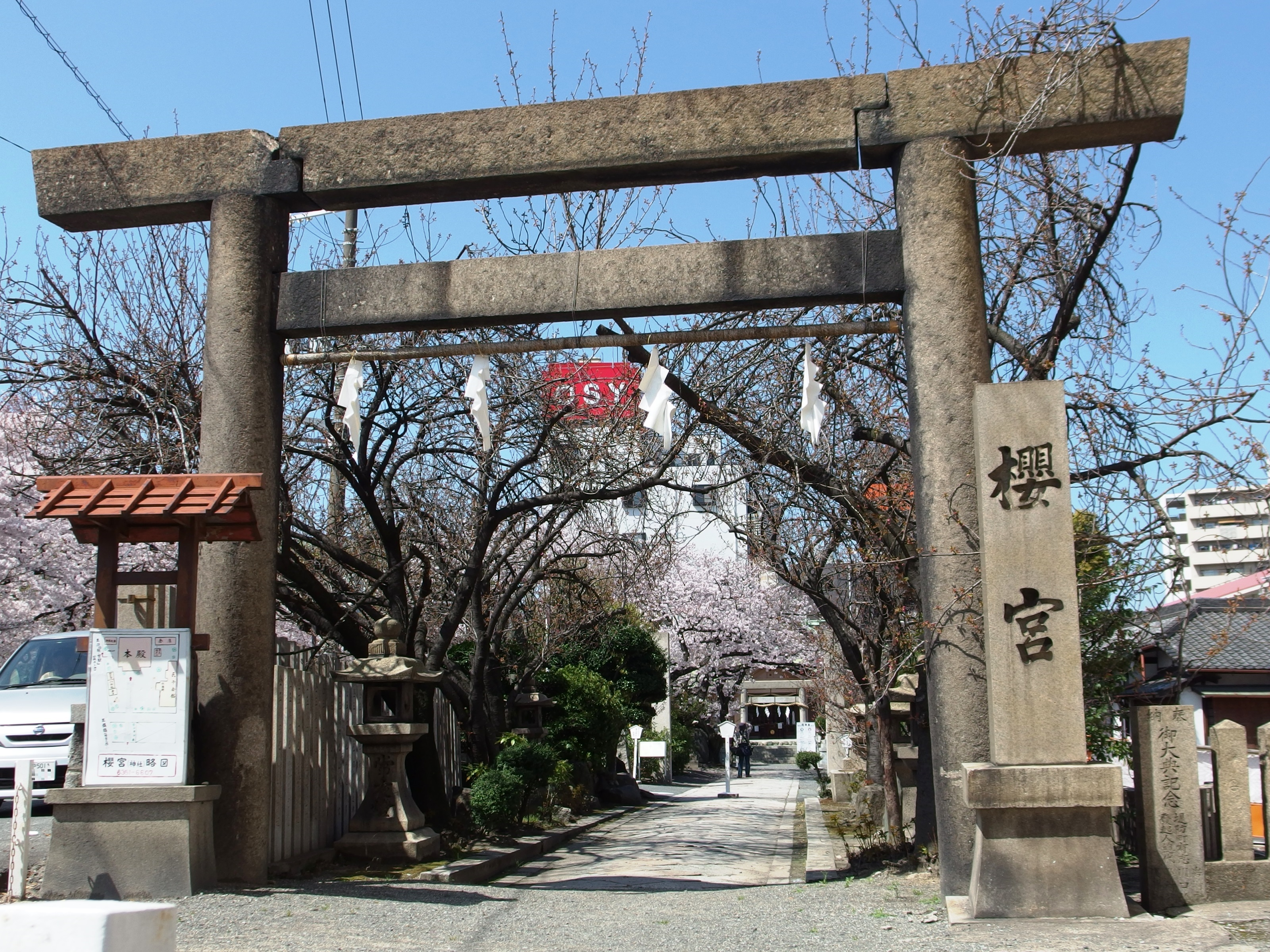
櫻宮神社の鳥居を望む
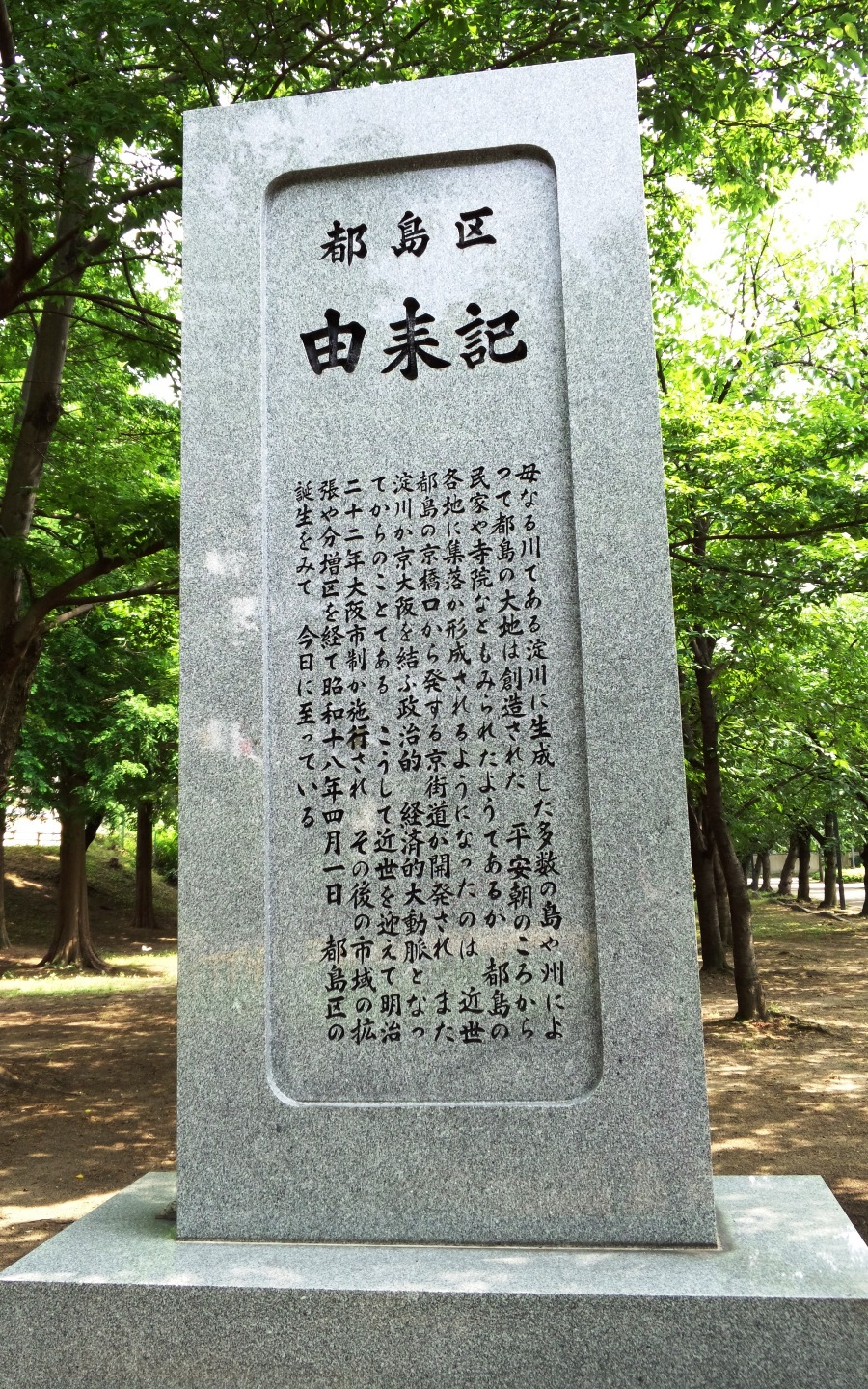
都島区由来記の石碑
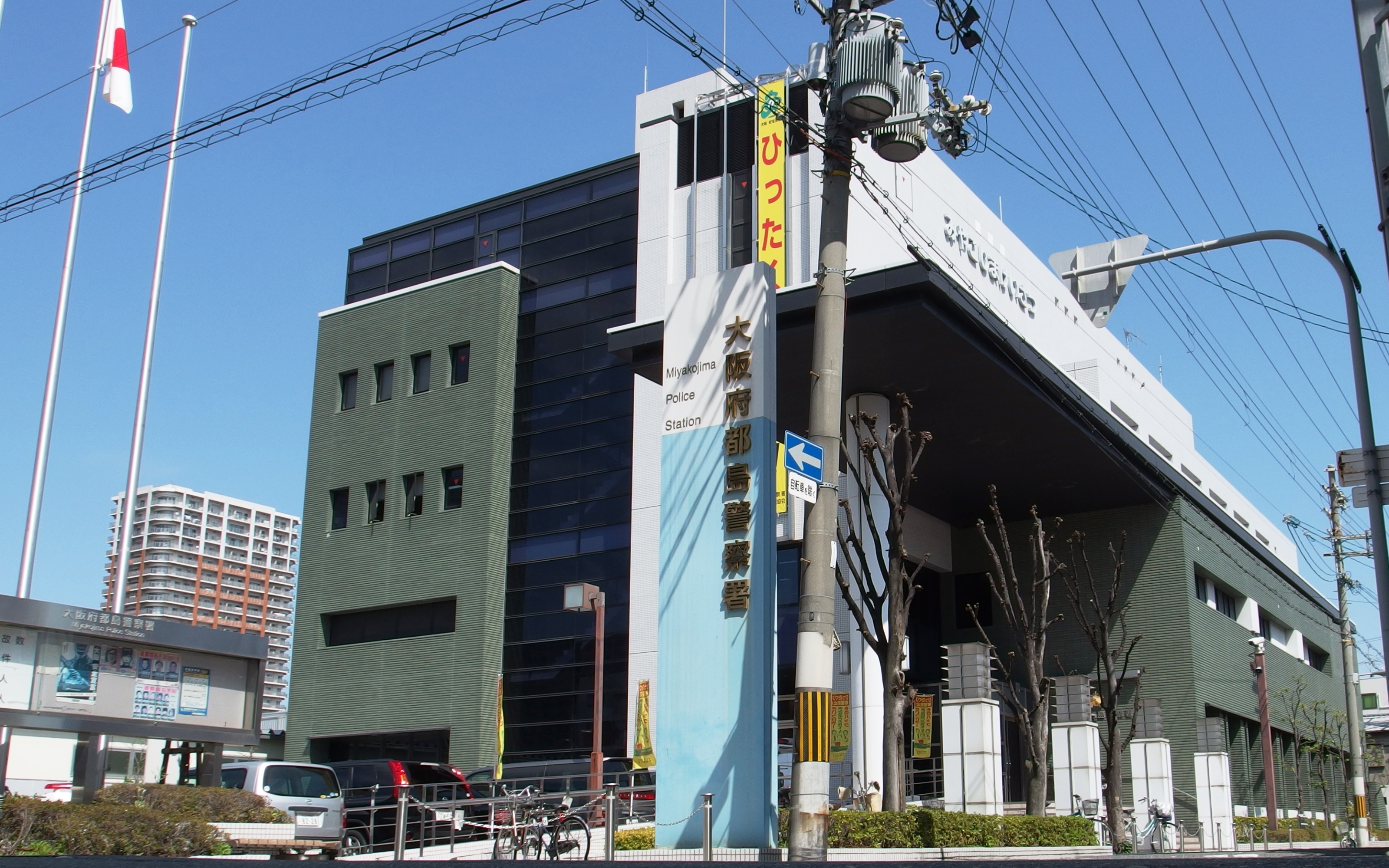
都島警察署
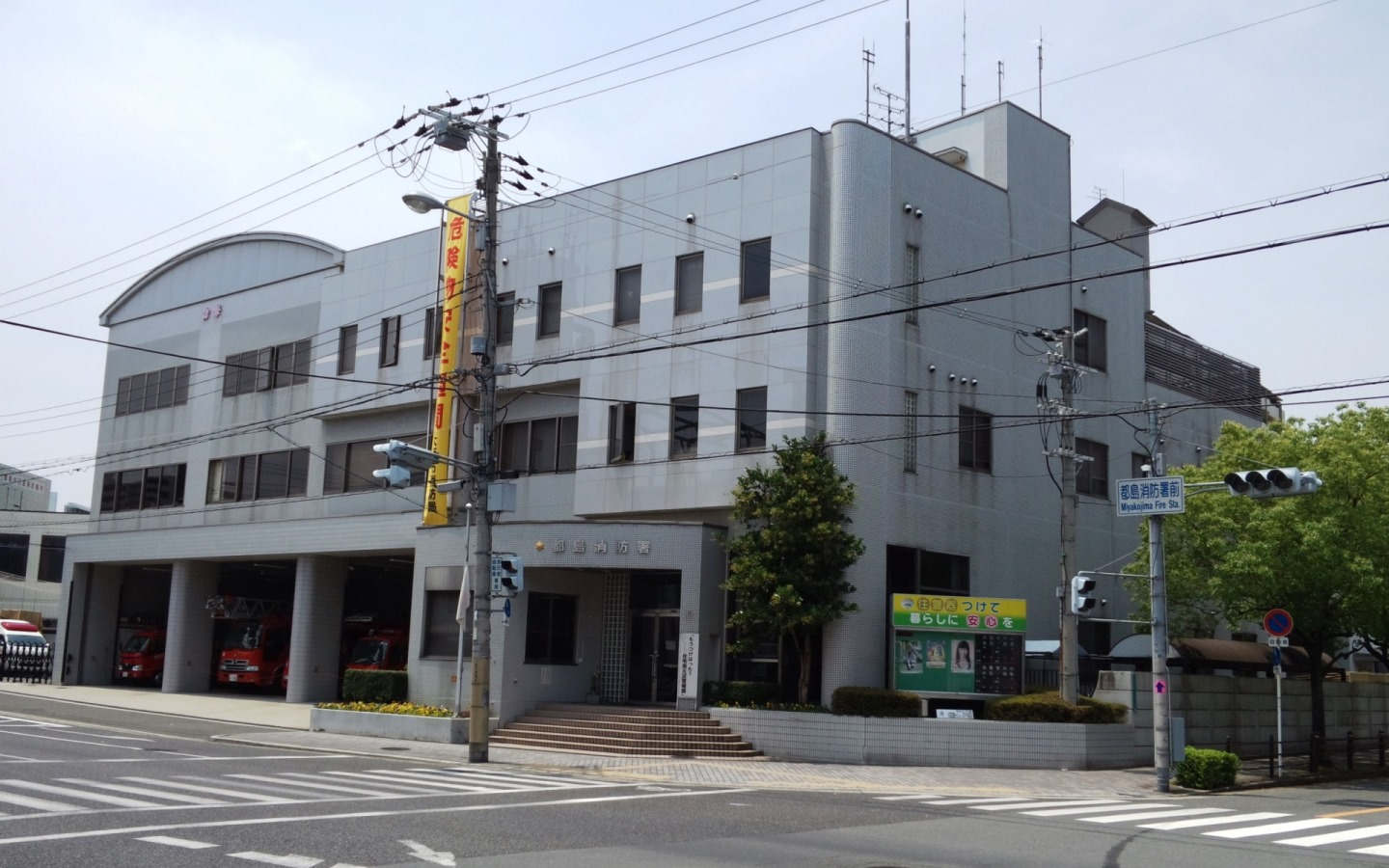
都島消防署
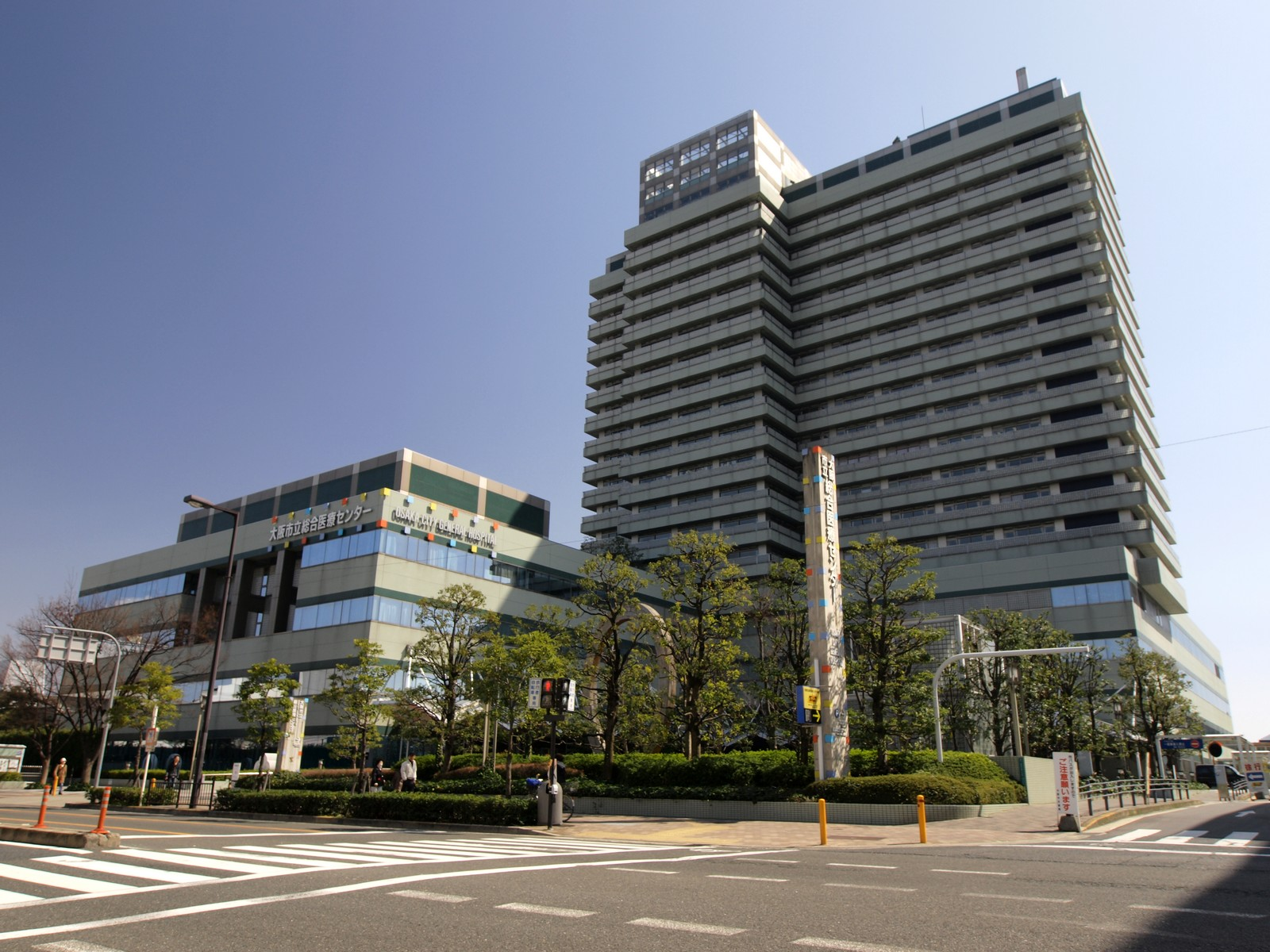
大阪市立総合医療センター
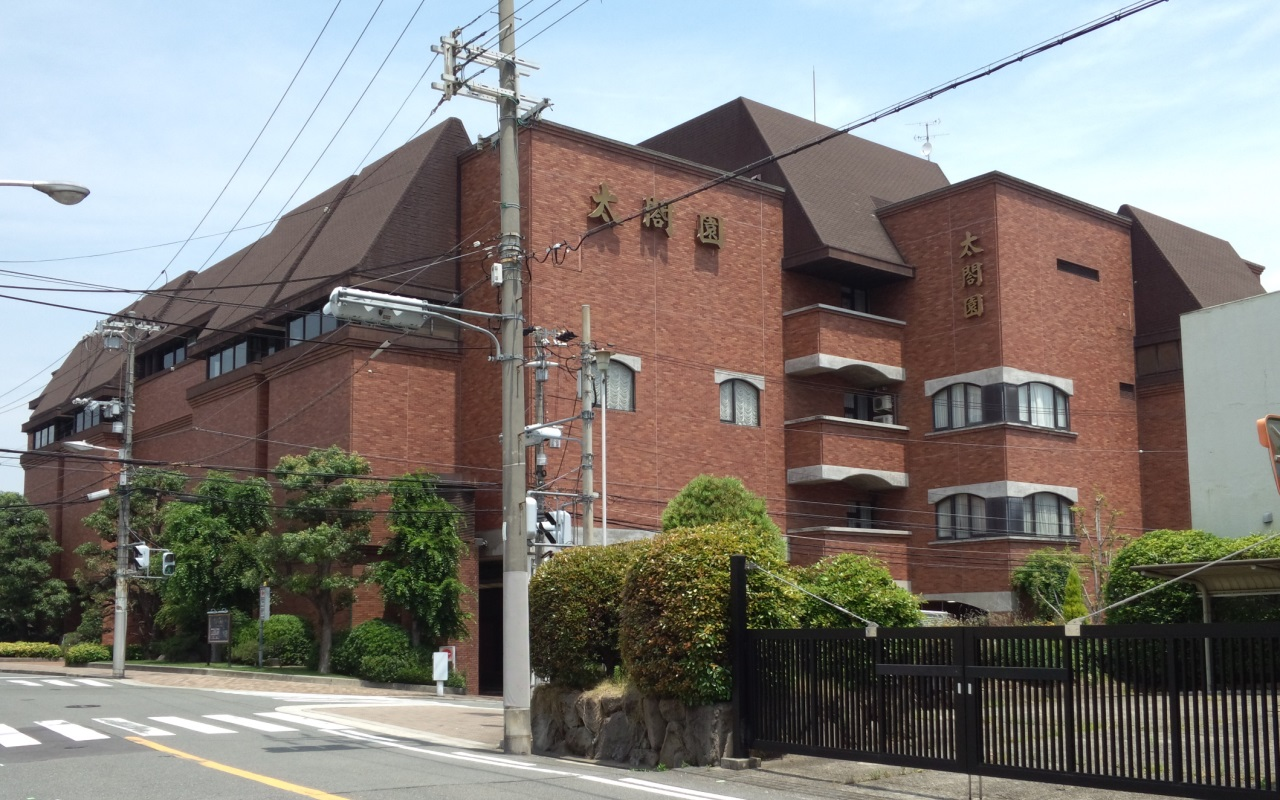
太閤園
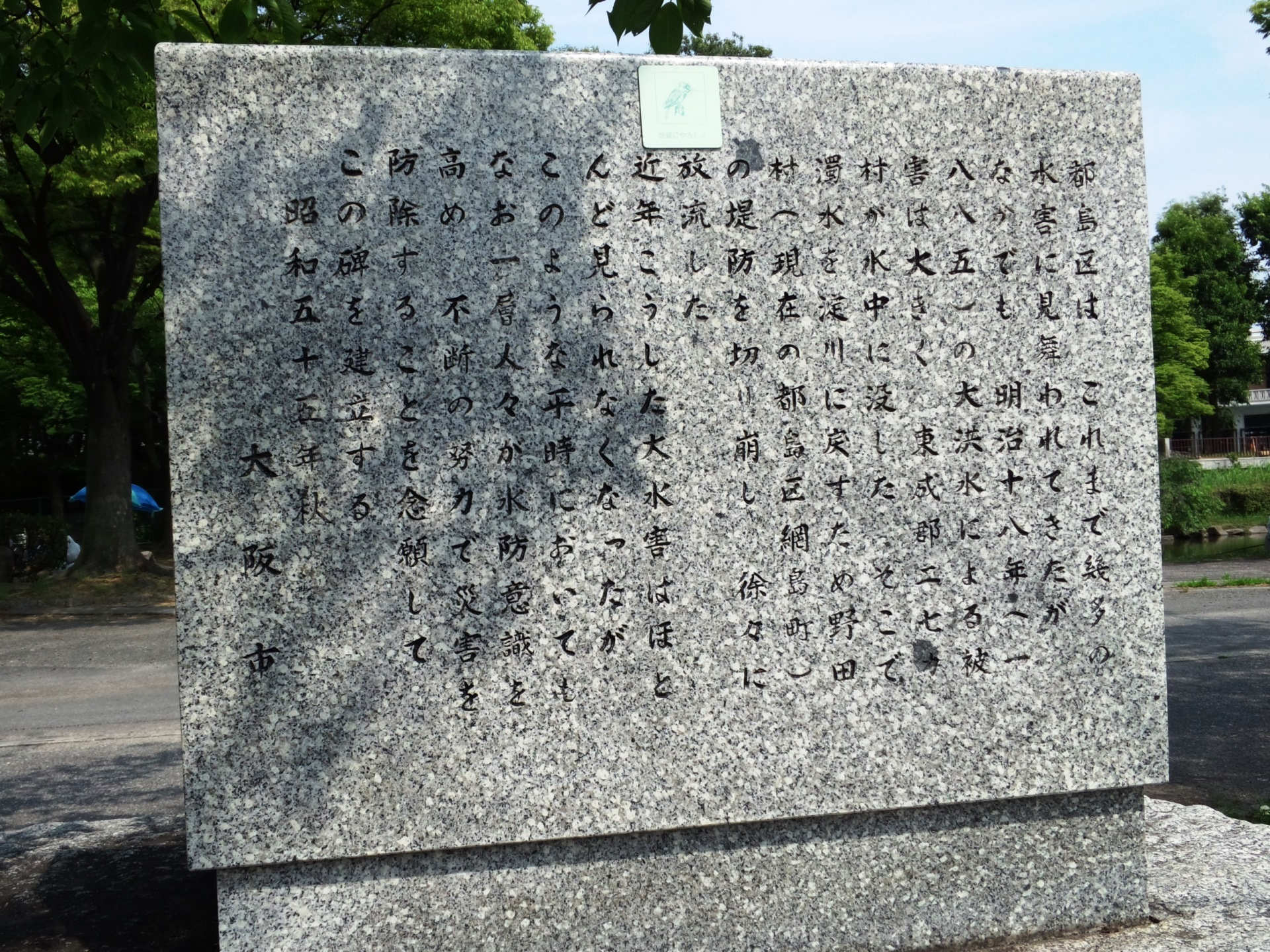
明治大洪水の石碑
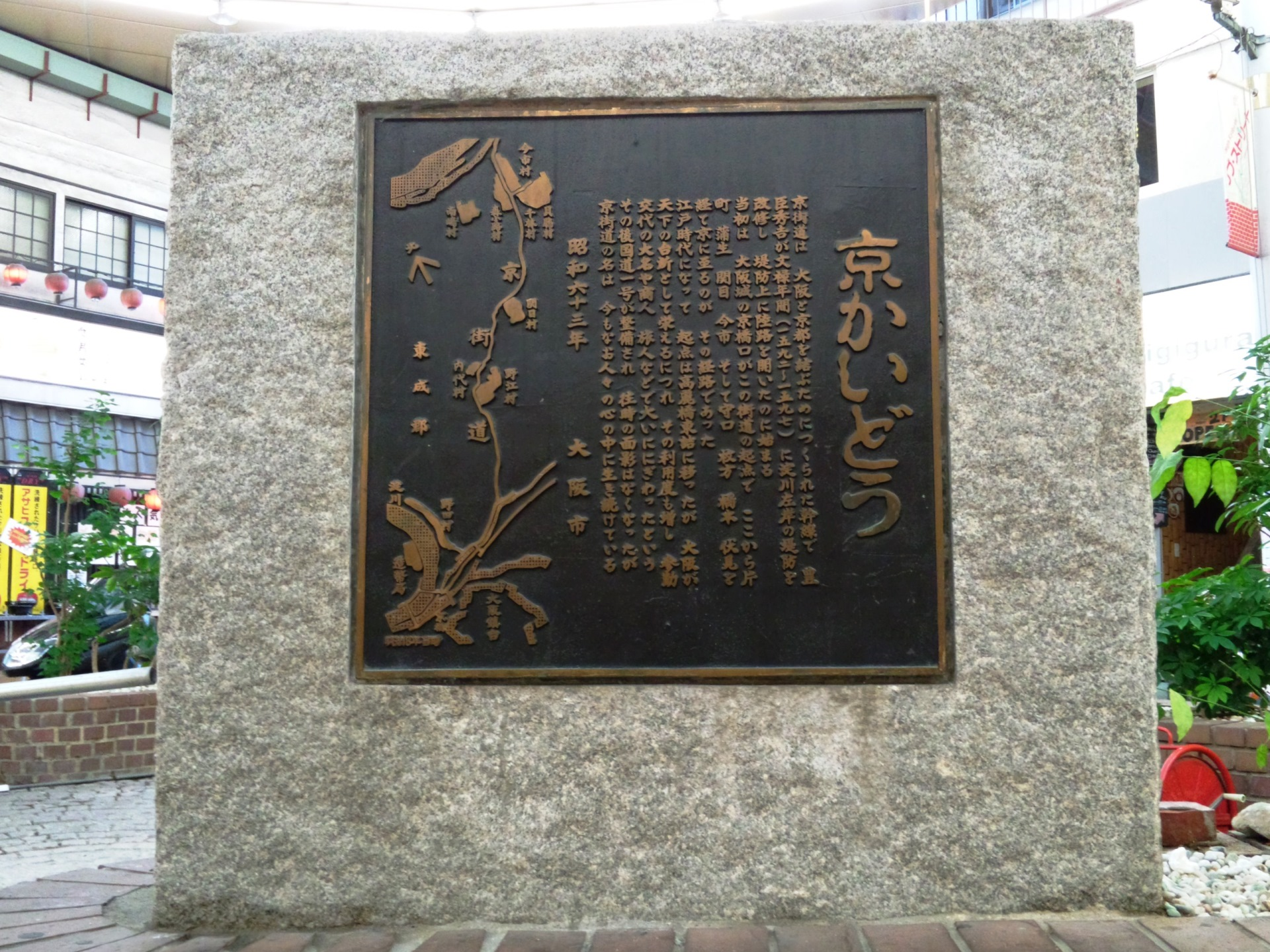
京街道の碑
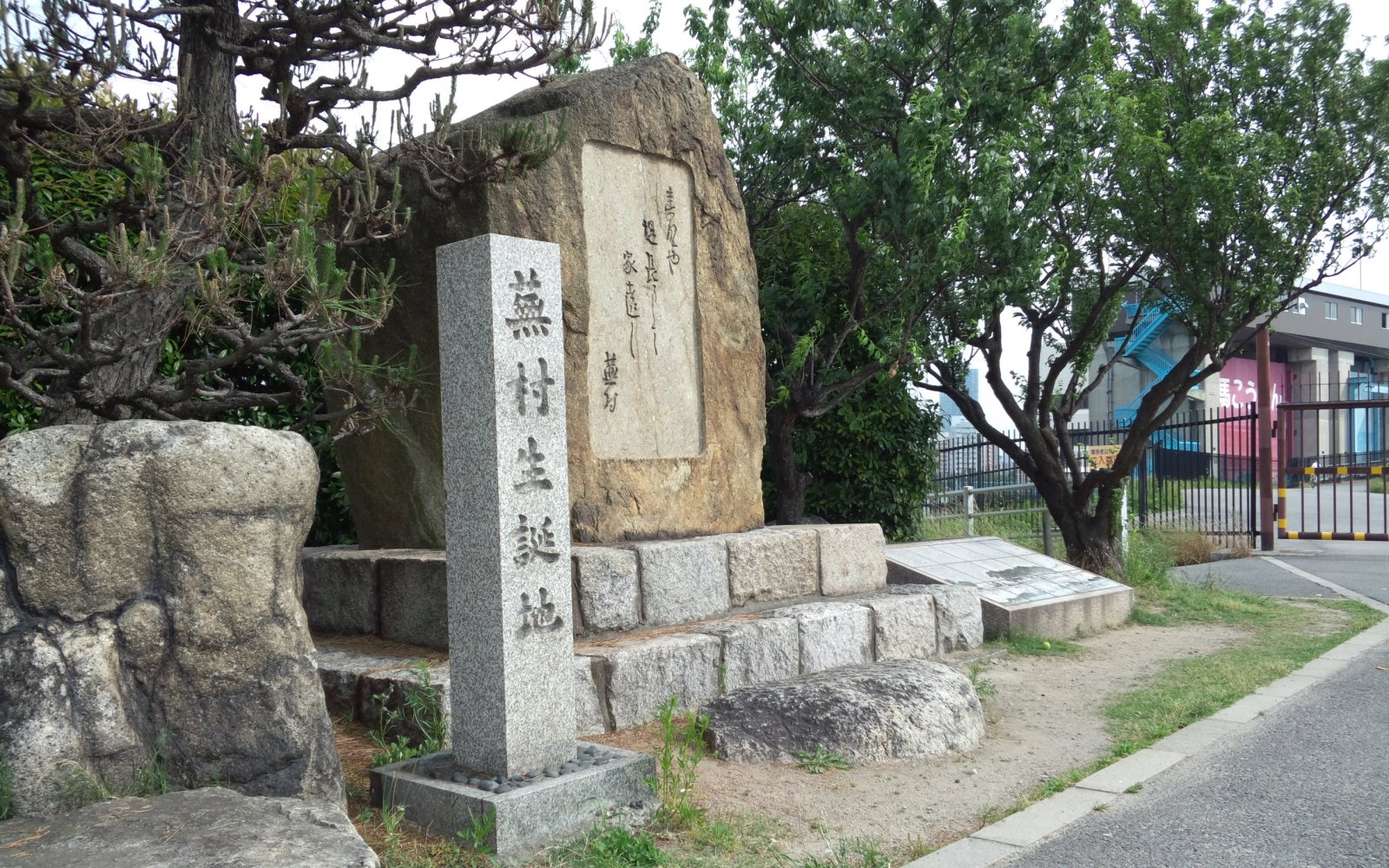
与謝蕪村の句碑

## 地価
| 基準値番号    | 用途     | 所在地番        | 2020年 | 2014年 | 2008年 | 1997年 |
| ------------- | -------- | --------------- | ------ | ------ | ------ | ------ |
| 都島-1        | 住宅地   | 都島中通2-11-17 | 288    | 269    | 294    | 405    |
| 都島-2        | 住宅地   | 御幸町2-2-13    | 258    | 257    | 288    | 394    |
| 都島-3        | 住宅地   | 都島中通3-3-10  | N/A    | 275    | 304    | 410    |
| 都島-4        | 準工業地 | 高倉町3-7-15    | N/A    | 236    | 268    | 395    |
| 都島5-1       | 商業地   | 東野田町5-9-12  | 306    | 291    | 319    | 559    |
| 都島5-2       | 商業地   | 都島北通1-1-4   | 440    | 378    | 418    | 605    |
| 都島5-3       | 商業地   | 片町2-2-40      | 486    | 415    | 458    | 614    |
| 単位は千円/m2 |          |                 |        |        |        |        |

## 出身有名人
- 荒川美奈子 - 声優
- 大谷龍一郎 - 歌手
- 柿谷曜一朗 - サッカー選手
- 大盛穂（プロ野球選手・現広島東洋カープ）
- 梶原雄太  - 漫才師・キングコング
- 金田龍之介 - 俳優。東京都生まれ、都島区育ち。
- 強 - 歌手
- 熊谷桜子 - バレーボール選手
- 姿月あさと - ヴォーカリスト
- 豊原ミツ子 -エッセイスト、フリーアナウンサー
- 永井健治 - 生物学者
- 西川のりお - タレント。奈良県生まれ、都島区育ち。
- 八雲恵美子 - 女優。当時の北区相生町出身。
- 与謝蕪村 - 江戸時代の俳人。当時の毛馬村生まれ。
- 一谷勇一郎 - 衆議院議員

### 都島区ゆかりの有名人
- 船場太郎 - 元タレント、大阪市議（都島区選出）
- 東中光雄 - 元衆議院議員。生前は都島区に在住。
- 円城塔 - 小説家。都島区在住。
- 田辺青蛙 - 小説家。都島区在住。